# Jadwiga Topczewska
Jadwiga Topczewska – polska zootechnik, dr hab. nauk rolniczych, profesor uczelni Instytutu Technologii Żywności i Żywienia, Kolegium Nauk Przyrodniczych Uniwersytetu Rzeszowskiego. Dziekan Kolegium Nauk Przyrodniczych Uniwersytetu Rzeszowskiego od 1 września 2024.

## Życiorys
28 września 2000 obroniła pracę doktorską Wskaźniki reprodukcyjne klaczy i ogierów małopolskich z uwzględnieniem poziomu inbredu, 25 lutego 2014 habilitowała się na podstawie pracy zatytułowanej Reaktywność behawioralna koni huculskich utrzymywanych w warunkach tabunowych. Została zatrudniona na stanowisku profesora nadzwyczajnego w Katedrze Produkcji Zwierzęcej i Oceny Produktów Drobiarskich na Wydziale Biologicznym i Rolniczym Uniwersytetu Rzeszowskiego.
Jest profesorem uczelni w Instytucie Technologii Żywności i Żywienia, Kolegium Nauk Przyrodniczych Uniwersytetu Rzeszowskiego.